# Joseph Fred Naumann
Joseph Fred Naumann OESSH (* 4. června 1949 St. Louis) je americký římskokatolický kněz, arcibiskup Kansas City. Od roku 1996 je členem Řádu Božího hrobu, nyní v hodnosti komtura s hvězdou, a je velkopřevorem řádového místodržitelství USA - Sever. V průběhu roku 2015 také byl apoštolským administrátorem Diecéze Kansas City-Saint Joseph.